# Toyō Itō
Pour les articles homonymes, voir Ito.
Toyō Itō (伊東 豊雄, Itō Toyō) est un architecte japonais né le 1er juin 1941 à Séoul. Connu pour avoir créé l'architecture dite conceptuelle, il recherche à exprimer simultanément les mondes physique et virtuels. Son style architectural fait appel à la notion moderne de ville « simulée ».
En 2013, il reçoit le prix Pritzker d'architecture.

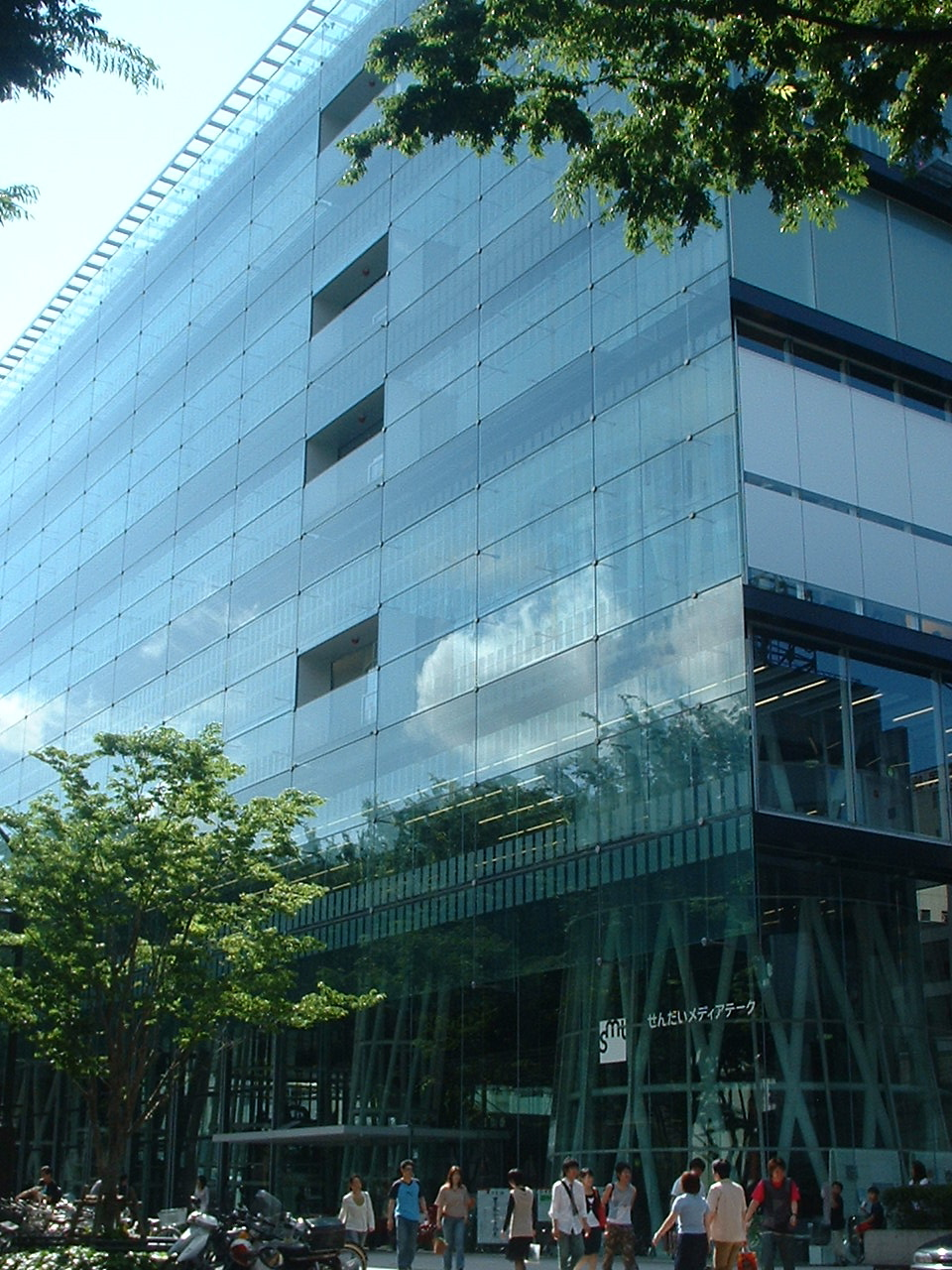
La médiathèque de Sendai, au Japon, 2001.

## Biographie
Toyō Itō est né à Séoul de parents japonais en 1941.
Il sort diplômé en architecture de l'université de Tokyo en 1965.
Après son diplôme, Toyō Itō travaille chez Kiyonori Kikutakede 1961 à 1970.
En 1971, Ito fonde sa propre agence, qu'il appelle URBOT (contraction de robot urbain). À cette époque, les jeunes architectes n'ont accès qu'au marché de l'habitat individuel.
Il doit attendre 1978 pour réaliser son premier immeuble, le PMT Building à Nagoya. Il mène d'autres projets au Japon : à Fukuoka en 1979, puis à Ōsaka. Il rebaptise alors son agence  « Toyo Ito and Associates, Architects ».
Le musée municipal de Yatsushiro achevé en 1991 est la première commande publique de son agence Toyo Ito and Associates, Architects.
En décembre 1997, le MoMA (Museum of Modern Art de New York) lance un concours pour la réfection et l'agrandissement du musée avec 18 600 m2 supplémentaires. Le projet Toyō Itō a fait partie de la présélection mais c'est finalement celui d'un autre architecte japonais Yoshio Taniguchi qui est choisi par la direction.
Toujours en 1997, il remporte le concours pour le réaménagement de la Tour de la BRI, mais la Banque des règlements internationaux choisit finalement de ne pas donner suite.

## Style
Architecte de l'essentiel, il s'est toujours opposé à l'architecture monumentale, lui préférant la création d'espaces plus modulables.
L'œuvre de Toyō Itō peut être divisée en trois périodes qui se succèdent et parfois se superposent.

### Neutralité «Jardin de lumière»
Toyō Itō réalise ses premiers projets en allant vers plus de simplicité et de neutralité dans la forme, là où d'autres architectes recherchent plutôt la complexité.
La première période se concentre sur une architecture de l'habitat individuel dans laquelle Toyō Itō développe la métaphore du « Jardin de lumière »  White U. Le terme de jardin est utilisé par Itō pour montrer que ses projets sont foisonnants, changeants, même si des thèmes se détachent citons son « Jardin exotique ».
L'édifice n'a aucune fenêtre donnant sur la rue, il a en son cœur une cour intérieure. La maison est déconnectée du reste de la ville, elle ressemble a un volume presque abstrait, puisque entierement peint en blanc. Pour Toyō Itō, ces murs blancs sont comme des écrans ou viennent se dessiner des jeux de lumière – arrivant par les ouvertures zénithales – et les ombres des passants. La cour interieure, sans aucune végétation s'apparente à un desert.

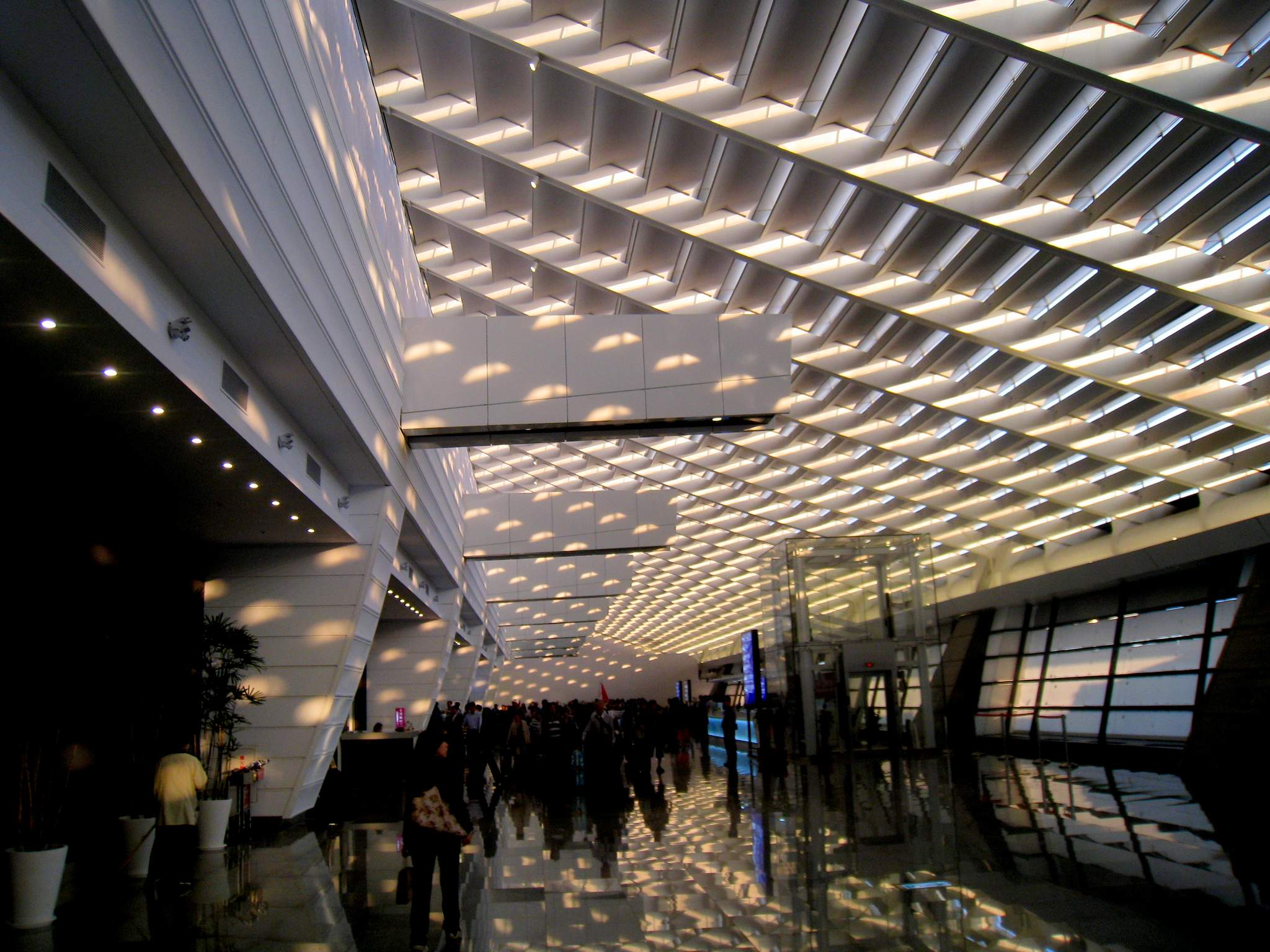

### Décomposition «Jardin des vents»
Dans une deuxième période, intitulée « Jardin des vents », l'architecte travaille le caractère éphémère de ses réalisations. Décomposer signifie moins déconstruire que  fragmenter et séparer les différents éléments de l'ensemble. Toyō Itō tend durant cette période à l'abstraction et à la dématérialisation des formes.
Le projet Silver Hut – bâtiment que Toyō Itō a construit pour sa propre utilisation – se compose d'une série de voutes posées les unes à côté des autres, chacune percée d'ouvertures zénithales. Le volume global consiste en une apposition de différents éléments de la composition dont la forme est déconstruite pour faire passer la lumière ; la structure acier apparente donne une impression de fragilité au bâtiment.

### Stratification multiple «Jardin des puces électroniques»
La troisième période est nommée par Toyō Itō lui-même, le « Jardin des puces électroniques ». Il y développe toutes les possibilités offertes par l'électronique comme avec la Tour des vents de Yokohama qui se trouve être son premier projet de bâtiment public.
Construite en 1986, elle sert de tour de ventilation et de réservoir d'eau pour une galerie commerçante située en sous-sol. L'intervention de Toyō Itō se limite à l'habillage extérieur.
La structure lumineuse est en aluminium. En journée, la tour paraît totalement blanche, homogène et faite de matériaux métalliques tandis que la nuit les éléments électriques, positionnés en façade, transforment la tour en un signal lumineux formé de bandes, qui change continuellement sous l'influence des vents, grâce à des calculs permanents réalisés par ordinateur.
Toyō Itō modifie le côté monolithique de sa période "décomposition", avec le projet Silver Hut, son architecture se fait verticale, dynamique et électronique .

### Période récente
```
Itō, dans une synthèse globale de ces différentes influences, dessine la Médiathèque de 
Sendai
. Il imprime une sensation de légèreté, de progrès mais aussi de fragilité. La médiathèque de Sendaï est le fruit d'une association avec Makoto Yokomizo, qui a créé sa propre agence en 2000.
```

Ce bâtiment regroupe une médiathèque, une bibliothèque, une galerie d'art et un centre d'informations pour les habitants de la ville. Itō voulait construire une médiathèque en phase avec son époque et adaptée aux nouvelles technologies.
Le bâtiment se compose de 3 éléments forts : des niveaux (de 2 500 m2), les 13 colonnes et un habillage.
Les colonnes, disposées de manière aléatoire abritent différentes conduits apportant lumière, air, elles permettent l'alimentation en eau, dissimulent les circuits informatiques, les ascenseurs et escaliers, donnant ainsi leur fluidité au bâtiment.
La  façade, neutre, est un mono-volume en verre. En s'appuyant sur la métaphore de l'aquarium, Toyō Itō imagine que ses colonnes forment des vagues.

L'habillage des façades Nord, Est et Ouest sont constituées de feuilles de verre tandis que la façade Sud a une double enveloppe de verre. Les panneaux de verre mesurent tous 2,5 m de hauteur et sont fixés à la structure porteuse. En journee la silhouette des arbres s'y reflète tandis que la nuit, l'éclairage artificiel révèle la structure du bâtiment.
Chaque niveau a été dessiné par un architecte différent avec, de ce fait, des couleurs, formes et matériaux distincts mais le tout restant transparent et fluide et se liant parfaitement avec les colonnes formées de lignes entrelacées.
Toyō Itō est un maître pour la jeune génération d'architectes japonais, comme Kazuyo Sejima qui a fait partie de l'agence « Toyo Ito and Associates » de 1981 à 1987. Lorsqu'elle travaillait dans son agence SANAA, elle a développé une architecture très pure, ascétique, accordant un grand soin au détail, une architecture qui se veut une réinterprétation japonaise de la modernité.

## Expositions
Le travail de Toyō Itō a été largement exposé.
En 1991, Itō a utilisé 130 vidéo-projecteurs pour recréer le paysage urbain de Tokyo à l'ocasion de l'exposition Visions of Japan au Victoria and Albert Museum de Londres.
En 2000, l'exposition Vision and Reality premièrement présentée au musée d'art moderne Louisiana s'exporte dans d'autres musées à travers le monde. Toyō Itō exploite beaucoup le procédé de la projection vidéo.
Dans l'exposition Blurring Architecture, qui a été organisée au Suermondt-Ludwig-Museum d'Aix-la-Chapelle et qui a ensuite voyagé vers Tokyo, Anvers, Auckland et Wellington entre 1999 et 2001, Itō tente de révéler la présence virtuelle de l'architecture dans l'esprit humain.
Il est également à l'origine de l'exposition Berlin-Tokyo/Tokyo-Berlin présentée en 2006 à la Neue Nationalgalerie de Berlin. Il a imaginé un paysage doux et ondulatoire occupant la quasi-totalité de la salle d'exposition principale du musée. Cette exposition, en collaboration avec le Mori Art Museum, reste l'une des plus grandes entreprises scénographiques dans l'histoire de la scénographie muséale.
Une grande rétrospective sur le travail de Toyō Itō a été organisée à la Tokyo Opera City Art Gallery en 2006, elle avait pour titre : Toyo Ito: The New “Real” in Architecture.

## Enseignement
Toyō Itō est professeur à l'université pour femmes du Japon. Il est aussi professeur honoraire à l'University of North London et il a enseigné avec le titre de professeur invité à l'université Columbia, ainsi qu'à l'université des beaux-arts de Tama.

## Principales réalisations

### «Jardin de lumière»
- 1971 : la Maison d'aluminium à Fujisawa.
- 1976 : la Maison White U à Tokyo qui a été détruite en 1997 Plan.
- 1978 : l'Immeuble PMT à Nagoya.
- 1979 : la Maison de Koganei à Tokyo.
- 1981 : la Maison de Kasama à Kasama.
- 1983 : la Maison de Hanakoganei à Tokyo.

### «Jardin des vents»
- 1984 : la Hutte d'argent à Tokyo (C'est le domicile personnel de Toyo Ito, située juste à côté de la Maison White U).
- 1986 : la Maison de Magomezawa à Funabashi.
- 1985-1989 : Pao 1 et 2 : « Un Abri pour Femmes nomades de Tokyo », à Tokyo (Résultat de ses recherches sur la transformation de l'espace privé).
- 1986 : le Restaurant Nomad à Tokyo.
- 1988-1991 : le  Musée Municipal de Yatsushiro.

### «Jardin des puces électroniques»
- 1986 : la Tour des vents, à Yokohama.
- 1989 : l'Œuf des vents, à Tokyo.
- 1990 : la Maison de la culture du Japon à Paris (projet non retenu).
- 1992 : rénovation des Docks Sud à Anvers (projet non retenu).
- 1994 : la Maison de retraite de Yatsushiro, à Kumamoto.
- 1994 : la Hall lyrique, à Nagaoka.
- 1995 : la Caserne de pompier, à Kumamoto.

### «Période contemporaine»
- 2001 : la Médiathèque de Sendai.
- 2002 : la Centrale électrique de Battersea, à Londres (Structure lumineuse variable).
- 2002 : le Pavillon de la Serpentine Gallery à Londres.
- 2002 : le Pavillon à Bruges.
- 2004 : la Salle de spectacle de Matsumoto.
- 2004 : TOD's Omotesando Building, à Tokyo.
- 2005 : l'Hôpital Cognacq-Jay à Paris (sa première réalisation en France).
- 2006 : premier prix du concours pour l'Opéra international de Taichung, à Taichung.
- 2006 : le VivoCity, à Singapour.
- 2006 : le Crématorium, à Kagamigahara.
- 2007 : la Bibliothèque de l'université des arts de Tama, à Tokyo.
- 2008 : le World Games Stadium, à Kaohsiung.
- 2008 : la Maison de l'architecture chilienne, à Ochoalcubo.
- 2008 : le Huge Wine Glass, à Pescara.
- 2009 : Stade national, à Kaohsiung.
- 2009 : la Maison White O, à Marbella (Chili) (Réinterprétation de la Maison White U de 1976).
- 2009 : l'Immeuble Suites Avenue, à Barcelone.
- 2009 : la Torre Realia BCN et l'Hôtel Porta Fira, à L'Hospitalet de Llobregat.
- 2009 : le Théâtre public Za-Kōenji, à Tokyo.

### Photographies

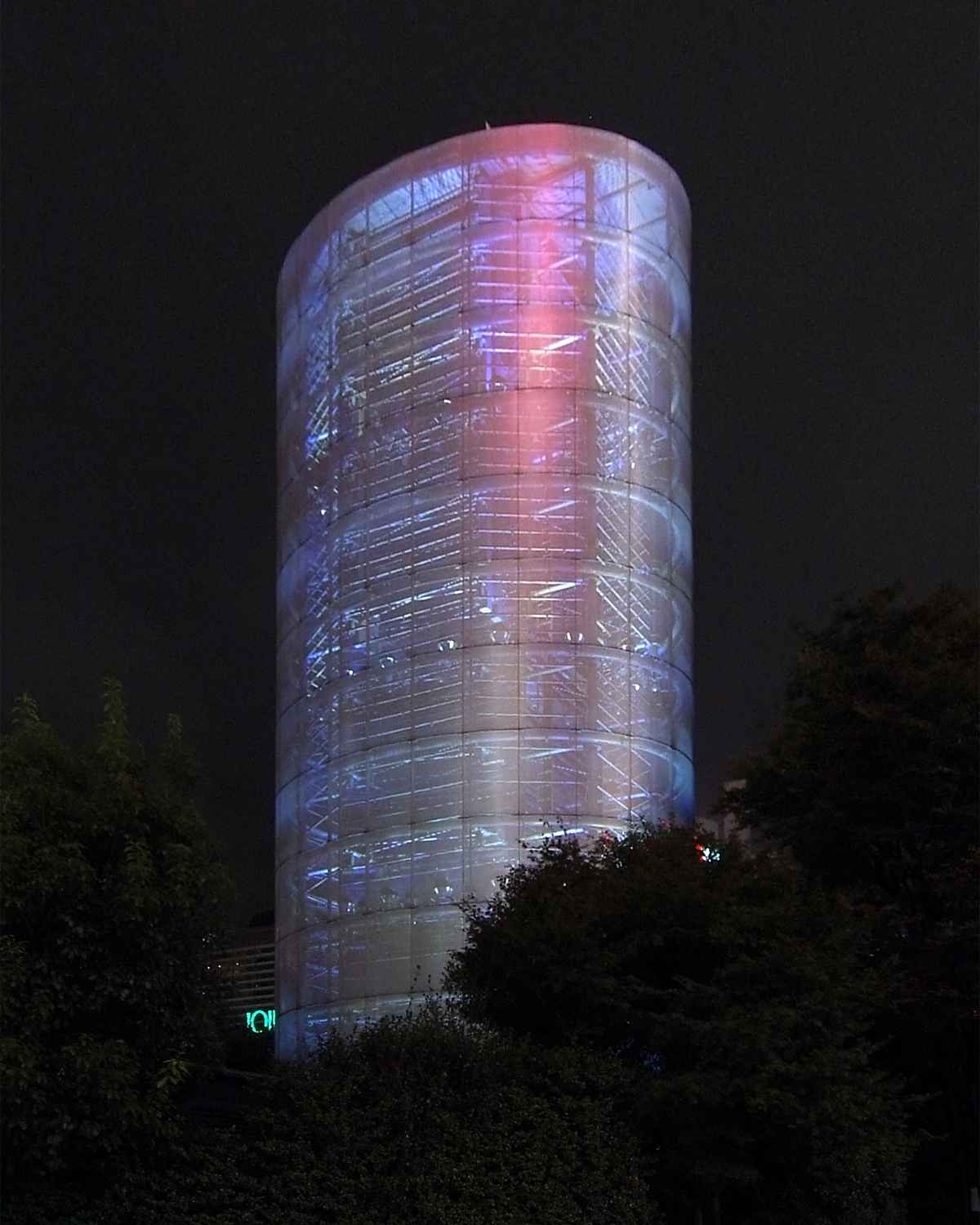
Tour des vents (1986, Yokohama).
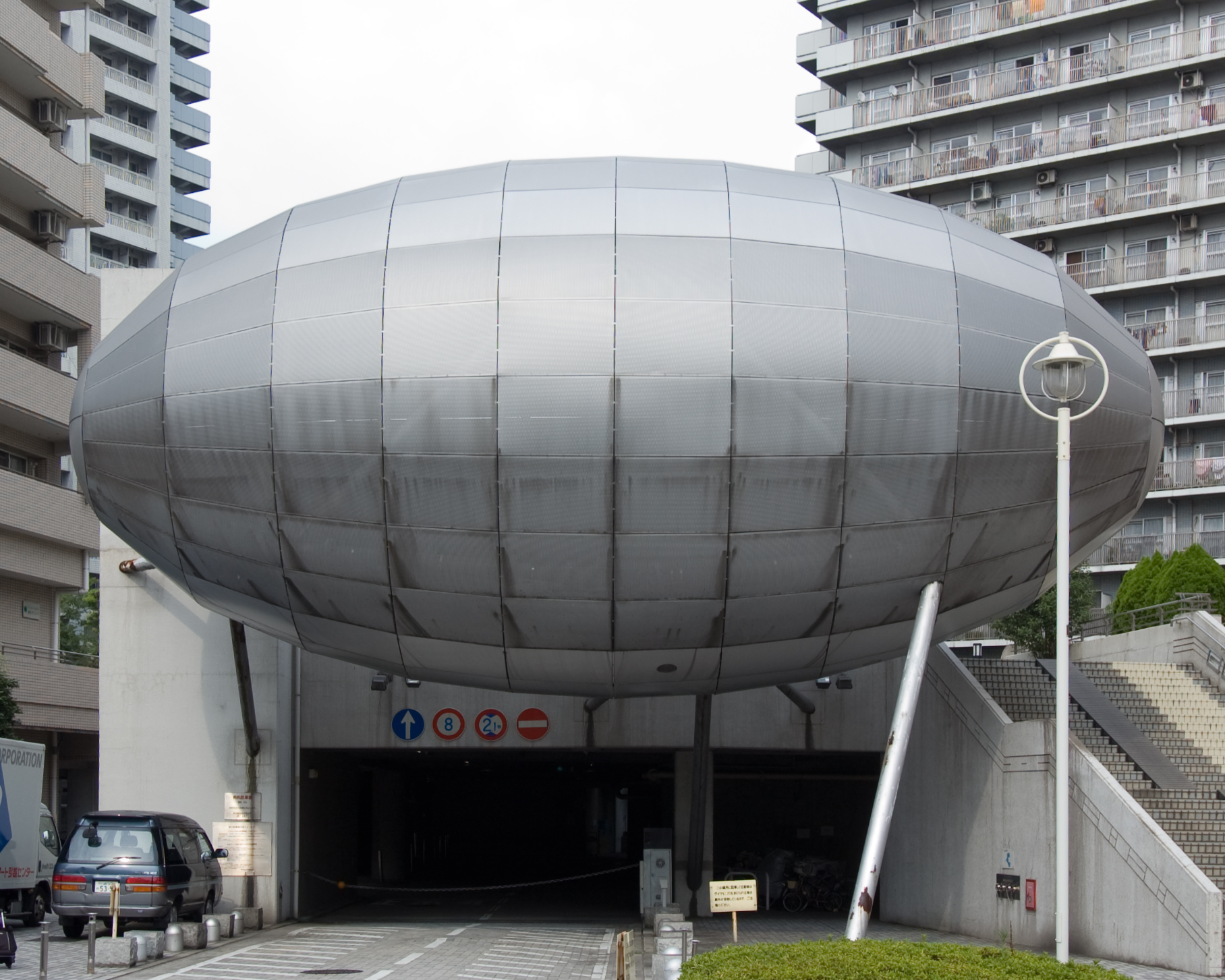
Œuf des vents (1989, Tokyo).
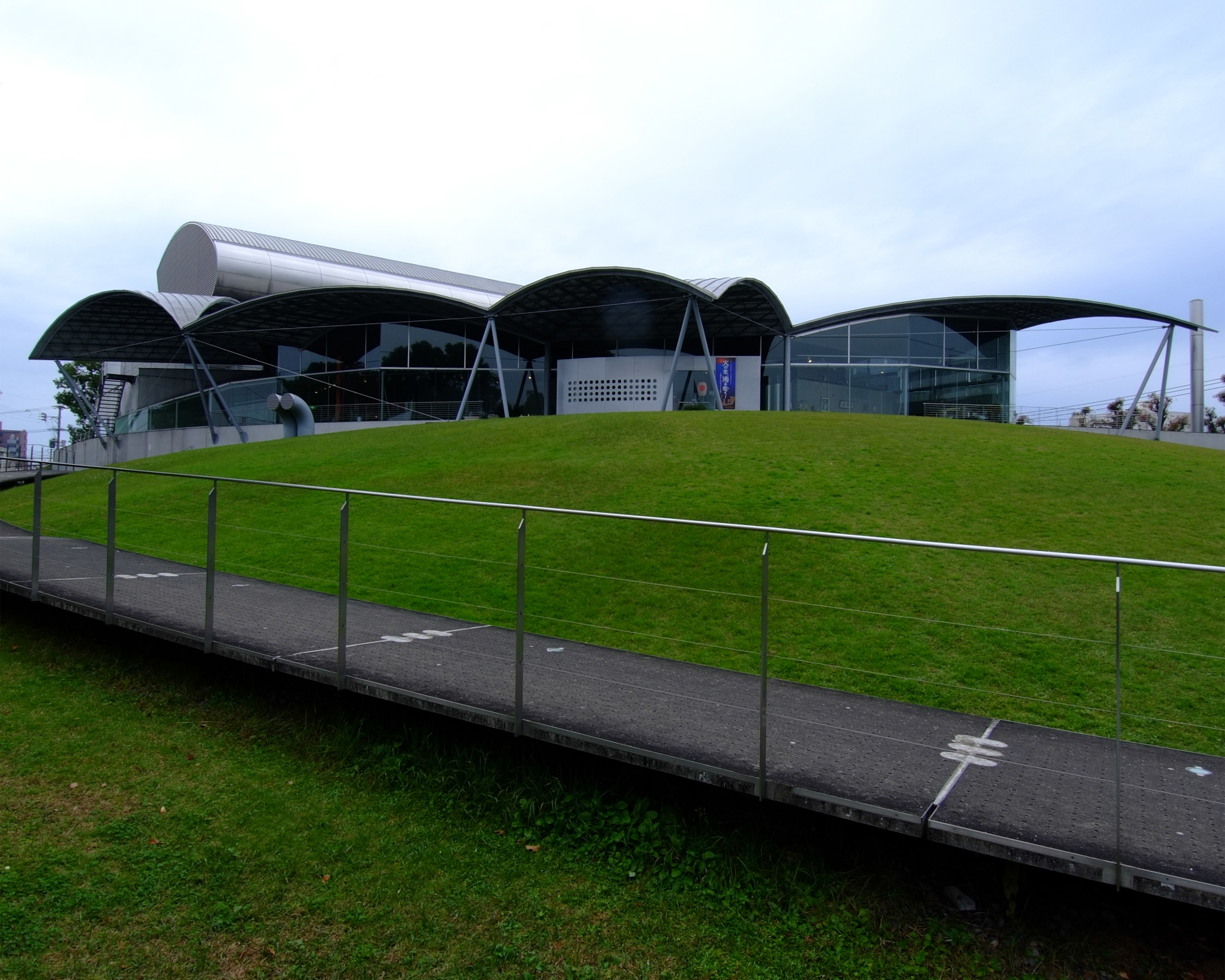
Musée Municipal de Yatsushiro (1991, Yatsushiro).
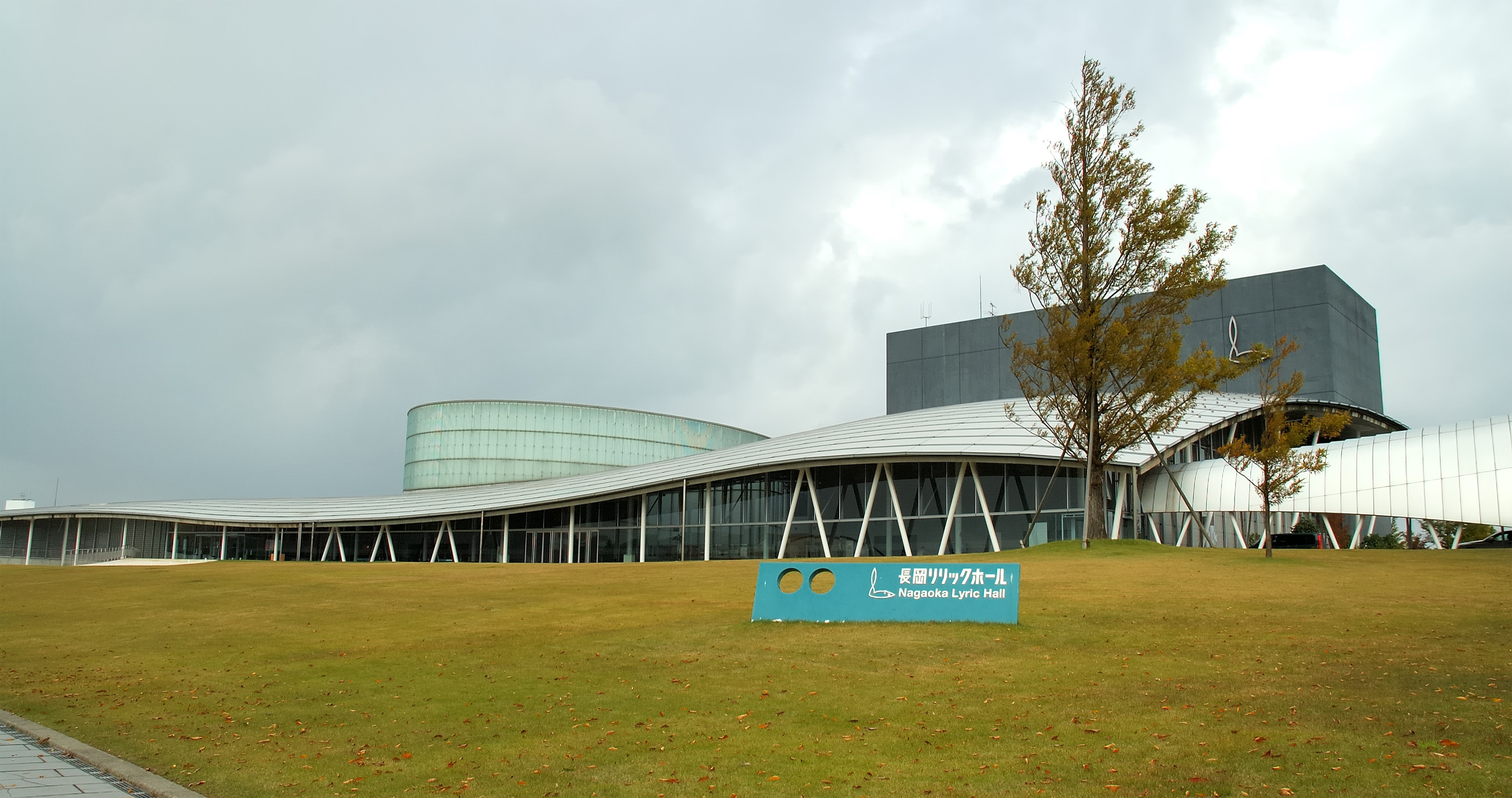
Hall lyrique de Nagaoka (1994, Nagaoka).
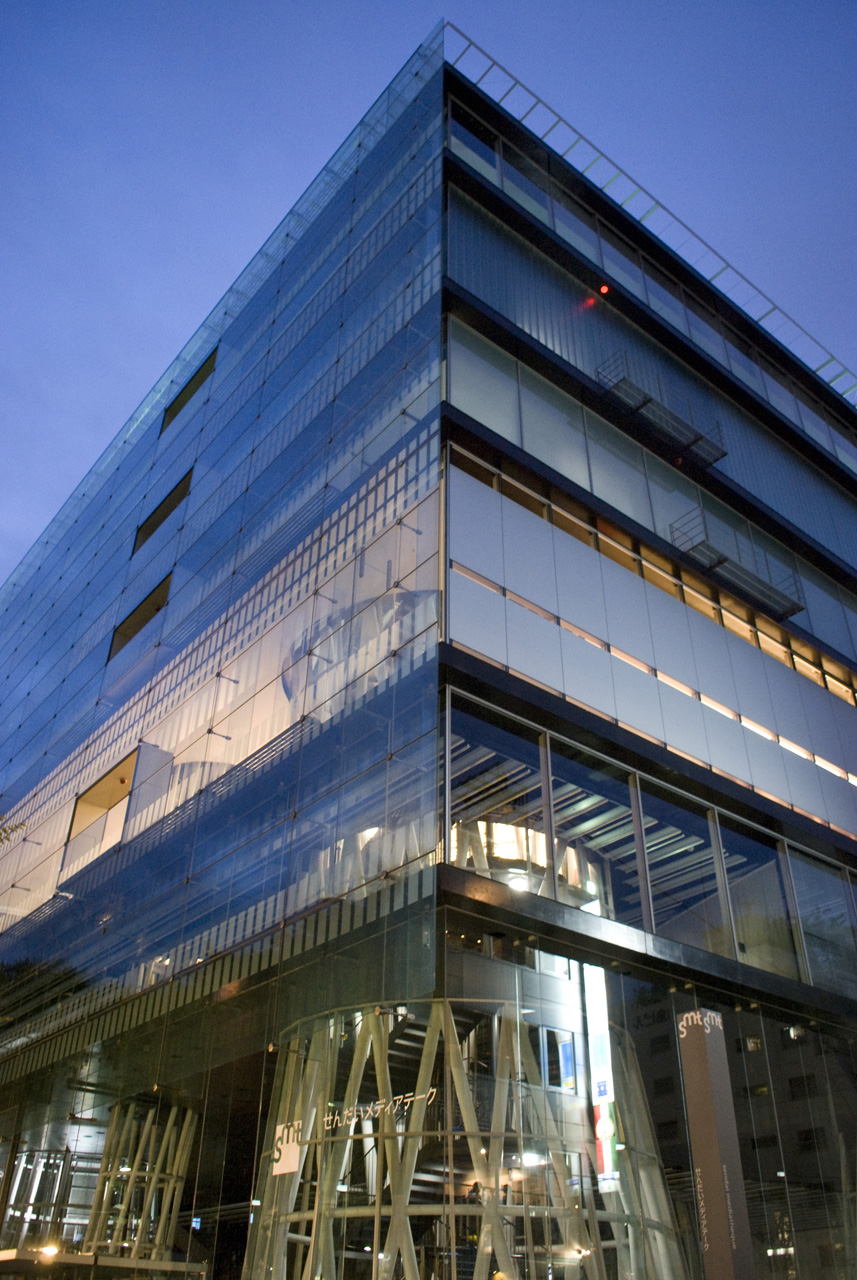
Médiathèque de Sendai (2000, Sendai).
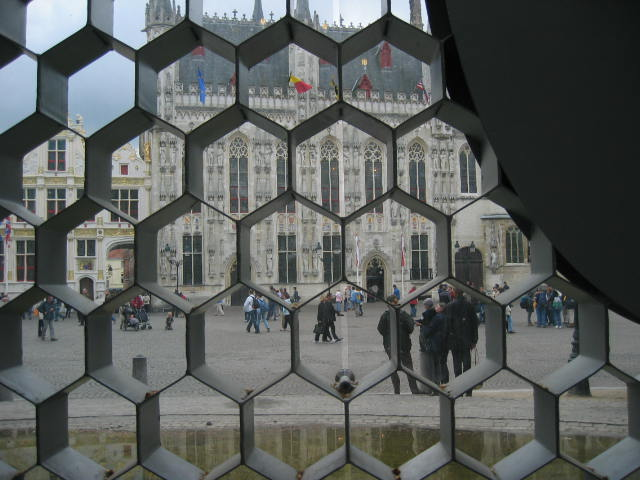
Pavillon de Bruges (2002, Bruges).
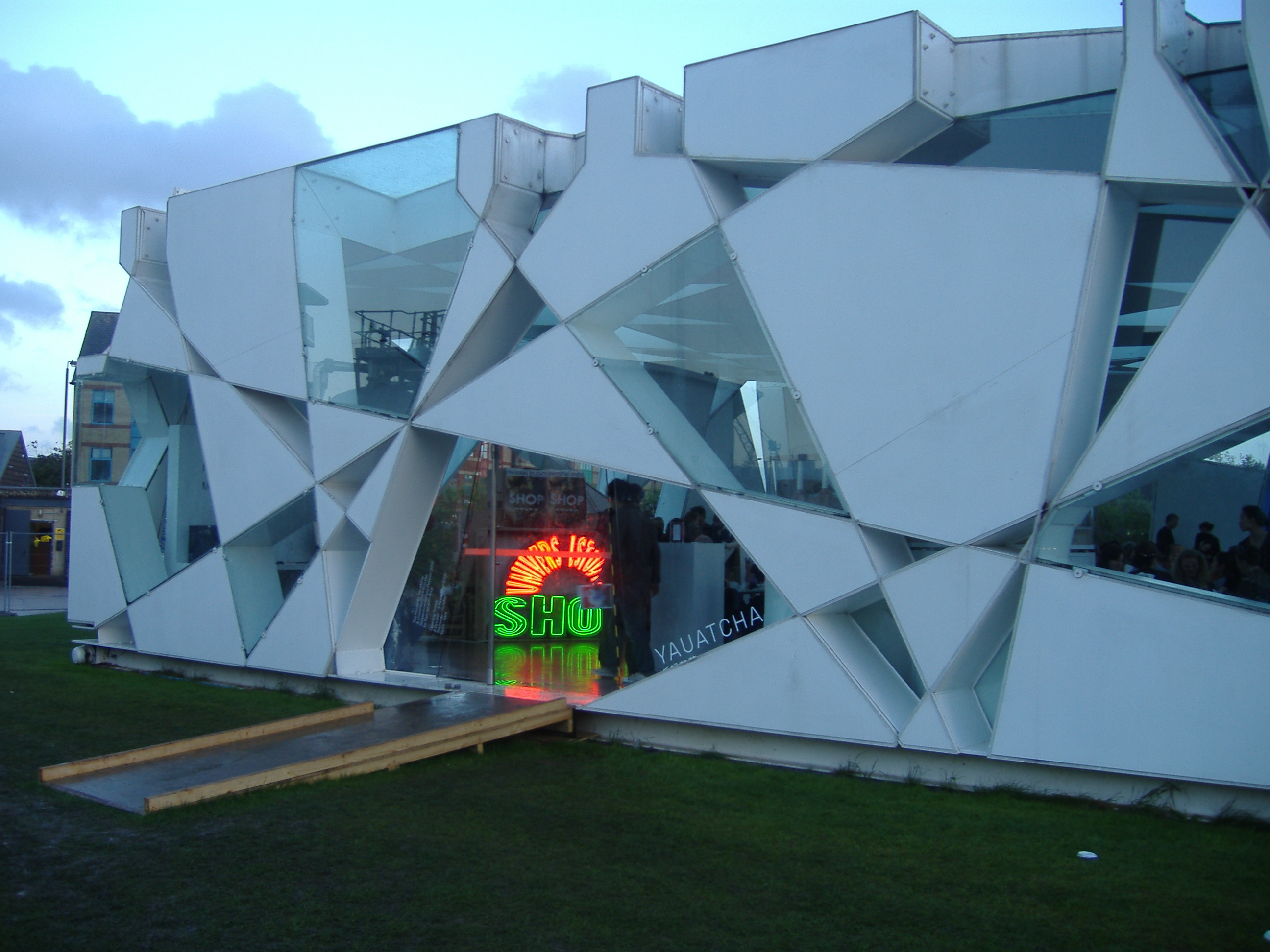
Galerie Serpentine (2002, Londres).
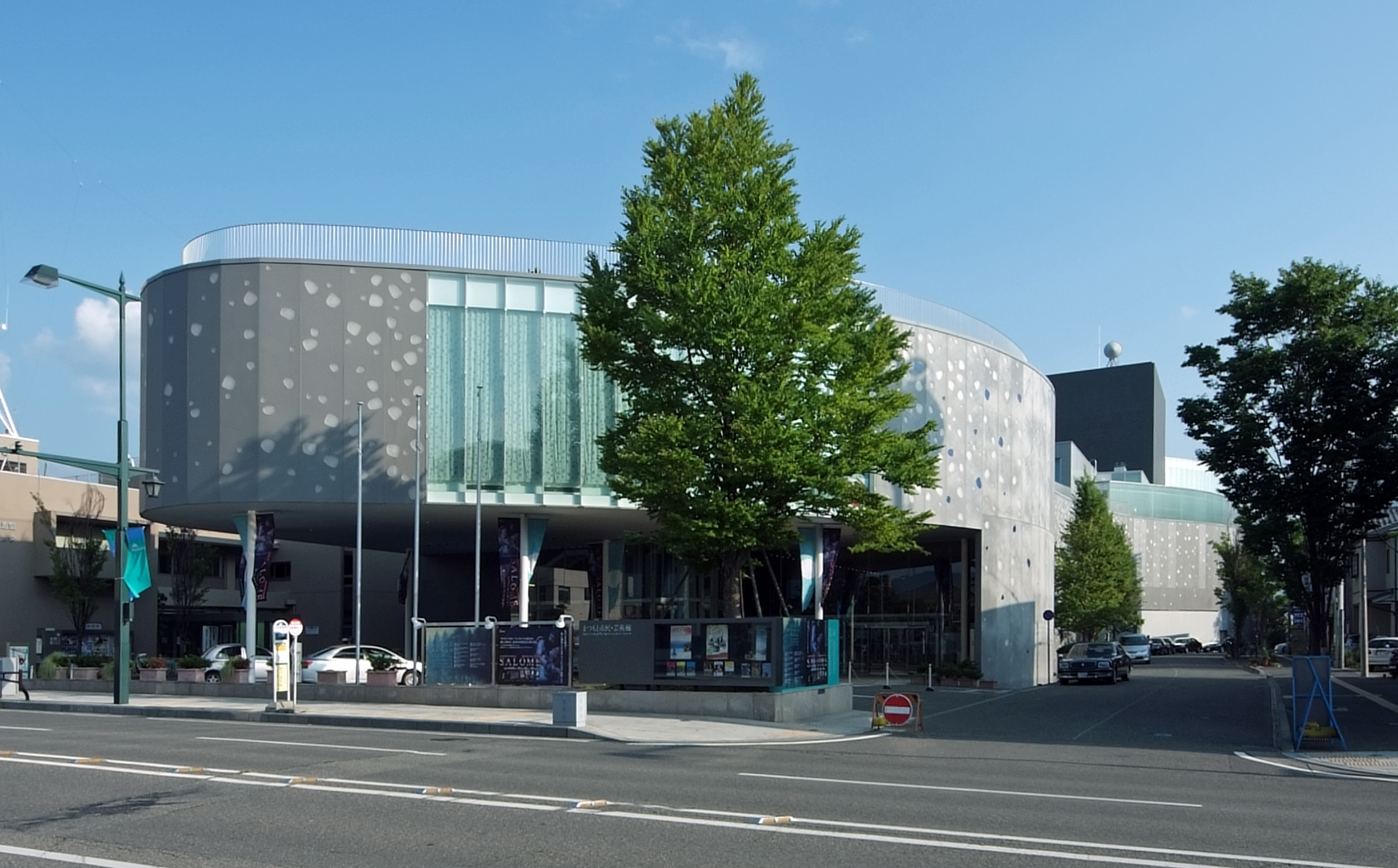
Salle de spectacle de Matsumoto (2004, Matsumoto).
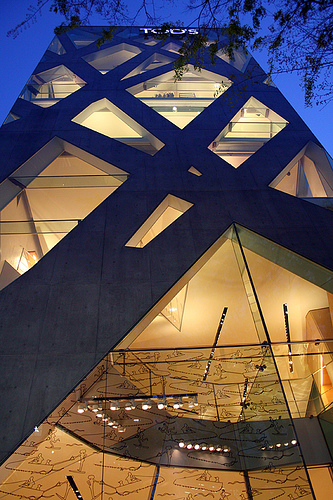
Immeuble TOD's Omotesando (2004, Tokyo).
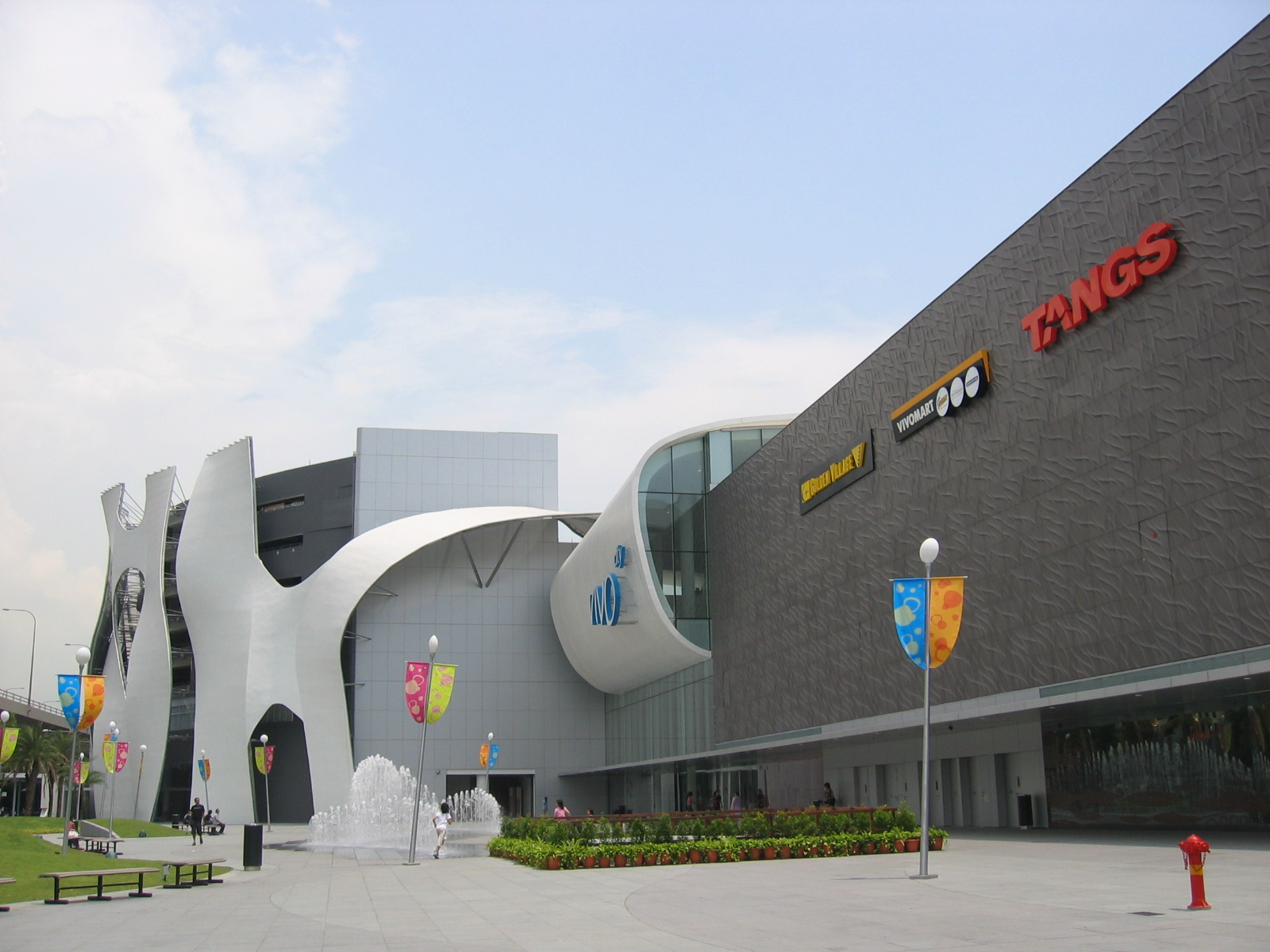
VivoCity (2006, Singapour).
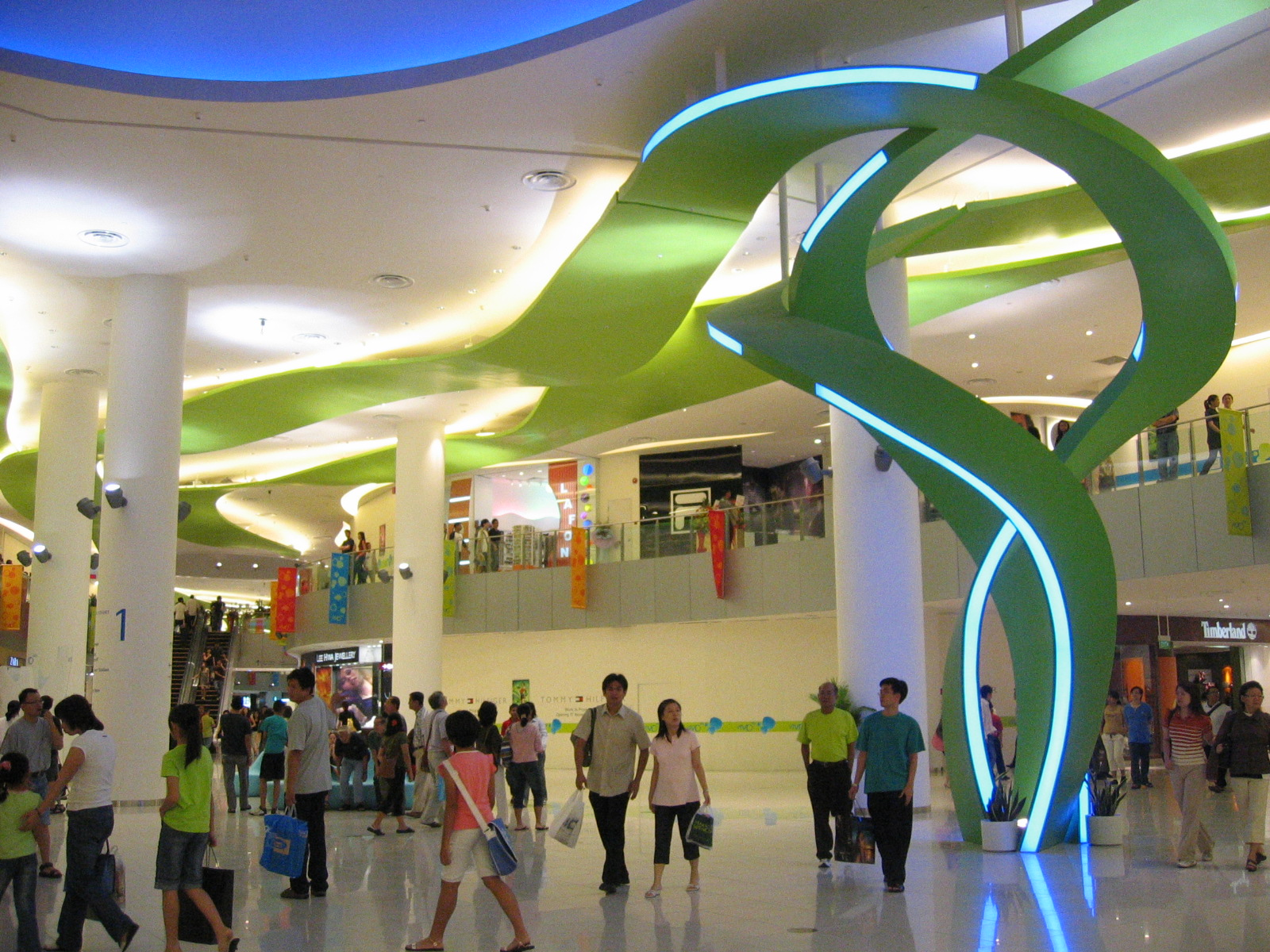
Intérieur du VivoCity (2006, Singapour).
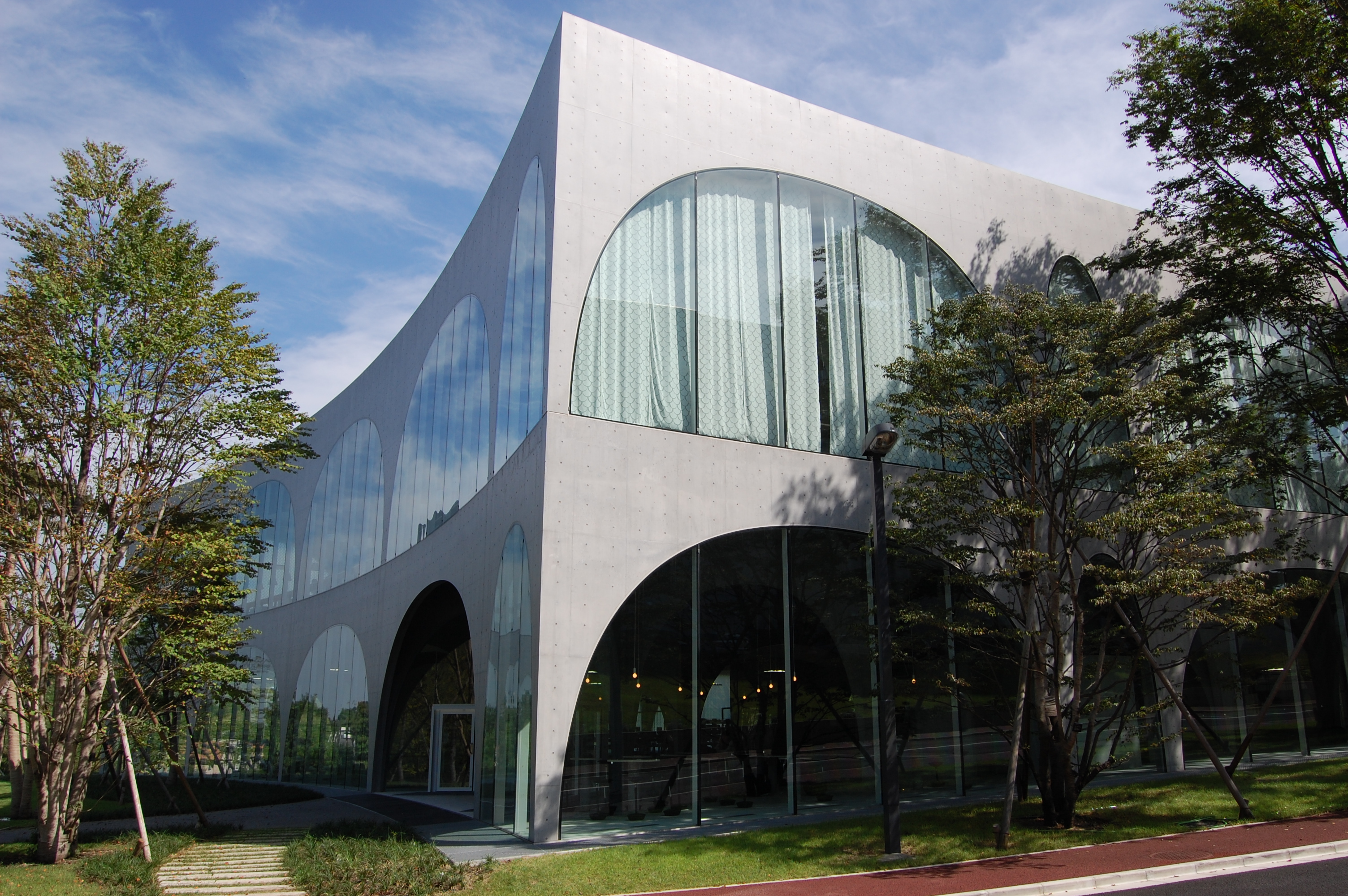
Bibliothèque de l'Université des beaux-arts de Tama (2007, Tokyo).
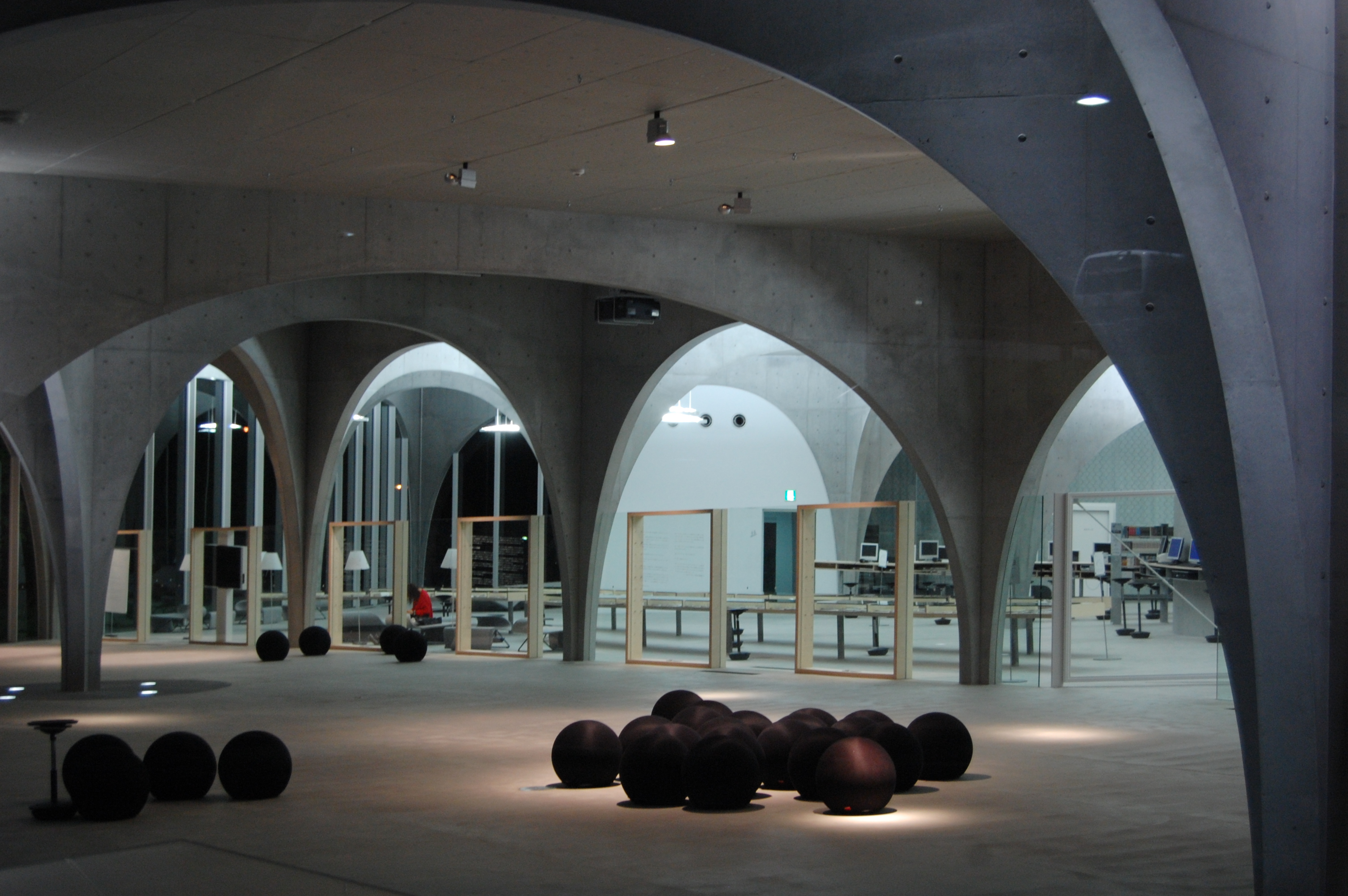
Intérieur de la bibliothèque de l'Université des arts de Tama (2007, Tokyo).
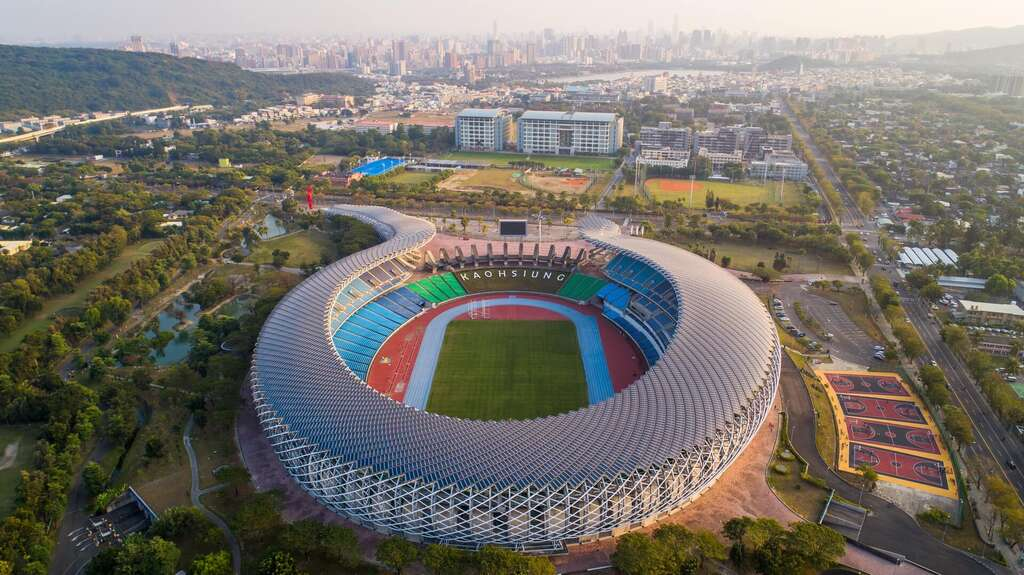
Stade national (2009, Kaohsiung).
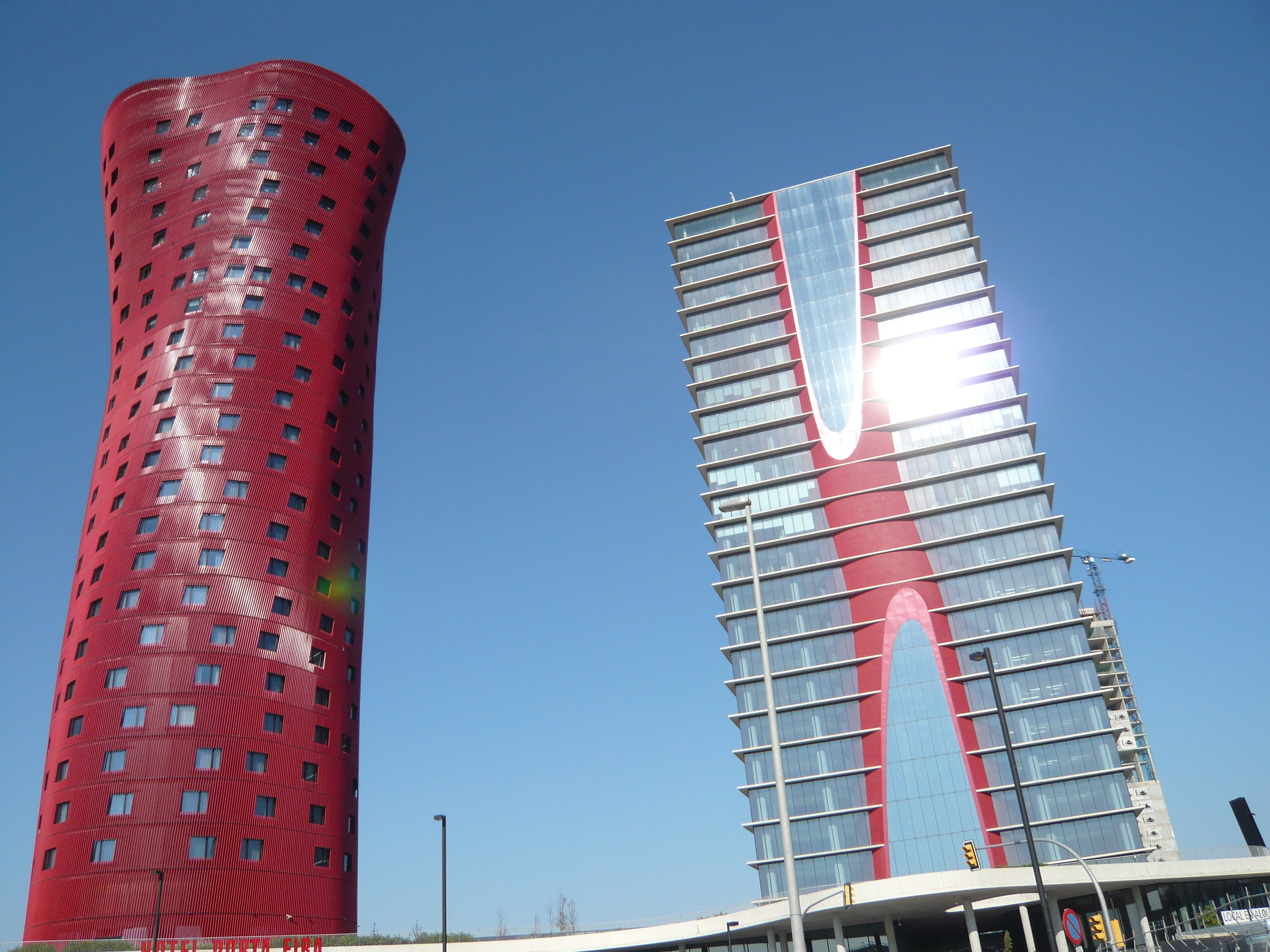
Tour Realia et Hôtel Porta Fira (2009, L'Hospitalet de Llobregat).
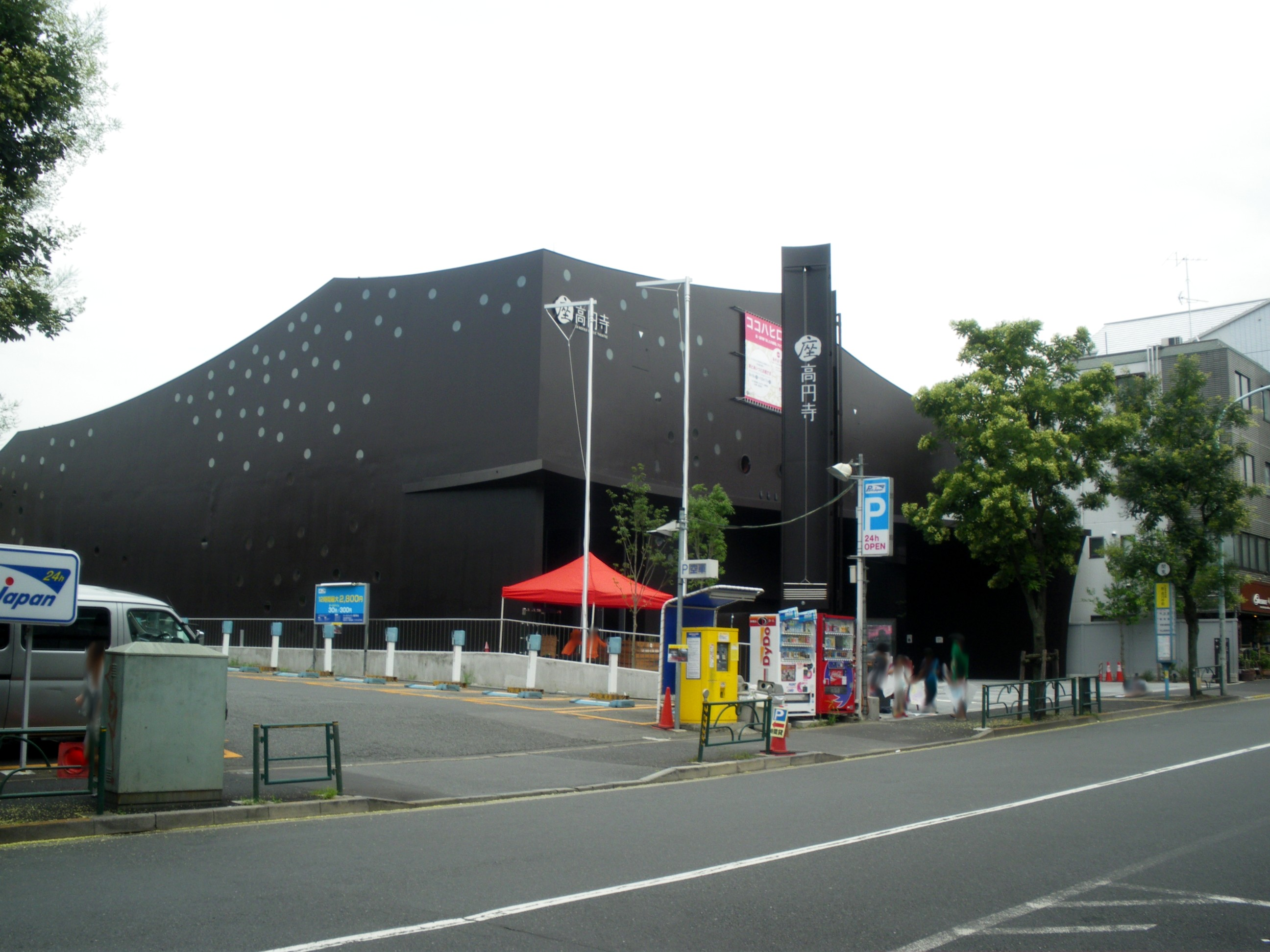
Théâtre public Za-Kōenji (2009, Suginami, Tokyo).

## Récompenses
Toyō Itō a collecté au long des années de nombreux prix et récompenses pour ses réalisations, parmi lesquels :
- 1986 : récompense de l'Architecture Institute of Japan (AIJ) pour le projet Silver Hut.
- 1992 : 33e Mainichi Art Award pour le projet Yatsushiro Municipal Museum
- 1997 : International Academy of Architecture (en) 'interach ‘97' grand prix de l'Union des Architectes bulgares, médaille d'or.
- 1998 : prix du ministère japonais de l'éducation dans la rubrique ‘Encouragement des arts’ pour le Dôme à Odate.
- 1999 : prix de l'Académie japonaise des arts pour le Dôme à Odate.
- 2000 : il reçoit le titre d'Académicien de l'International Academy of Architecture (en).
- 2000 : Arnold W. Brunner Memorial Prize de l'Académie américaine des arts et des lettres.
- 2001 : grand prix du Good Design Award du Japan Institute of Design Promotion (en) pour la Médiathèque de Sendai.
- 2002 : Lion d'Or pour l'ensemble de ses réalisations à la 8e Biennale d'architecture de Venise.
- 2003 : récompense de l'Architecture Institute of Japan pour la Médiathèque de Sendai.
- 2004 : 20e Compasso d'Oro de l'ADI (Associazione per il Disegno Industriale) pour le design du banc Ripples.
- 2006 : médaille d'or du Royal Institute of British Architects (RIBA).
- 2008 : prix Frederick John Kiesler pour l'Architecture et les Arts.
- 2009 :
  - prix Asahi.
  - médaille d'or du Círculo de Bellas Artes (Espagne)[10]
- 2010 : 22e prix Praemium Imperiale pour l'architecture.
- 2013 : prix Pritzker d'architecture
- 2017 : médaille d'or du Congrès de l'Union internationale des architectes de Séoul.

## Analyse de projets (sélection)

### Le Pavillon Serpentine, Londres, 2002

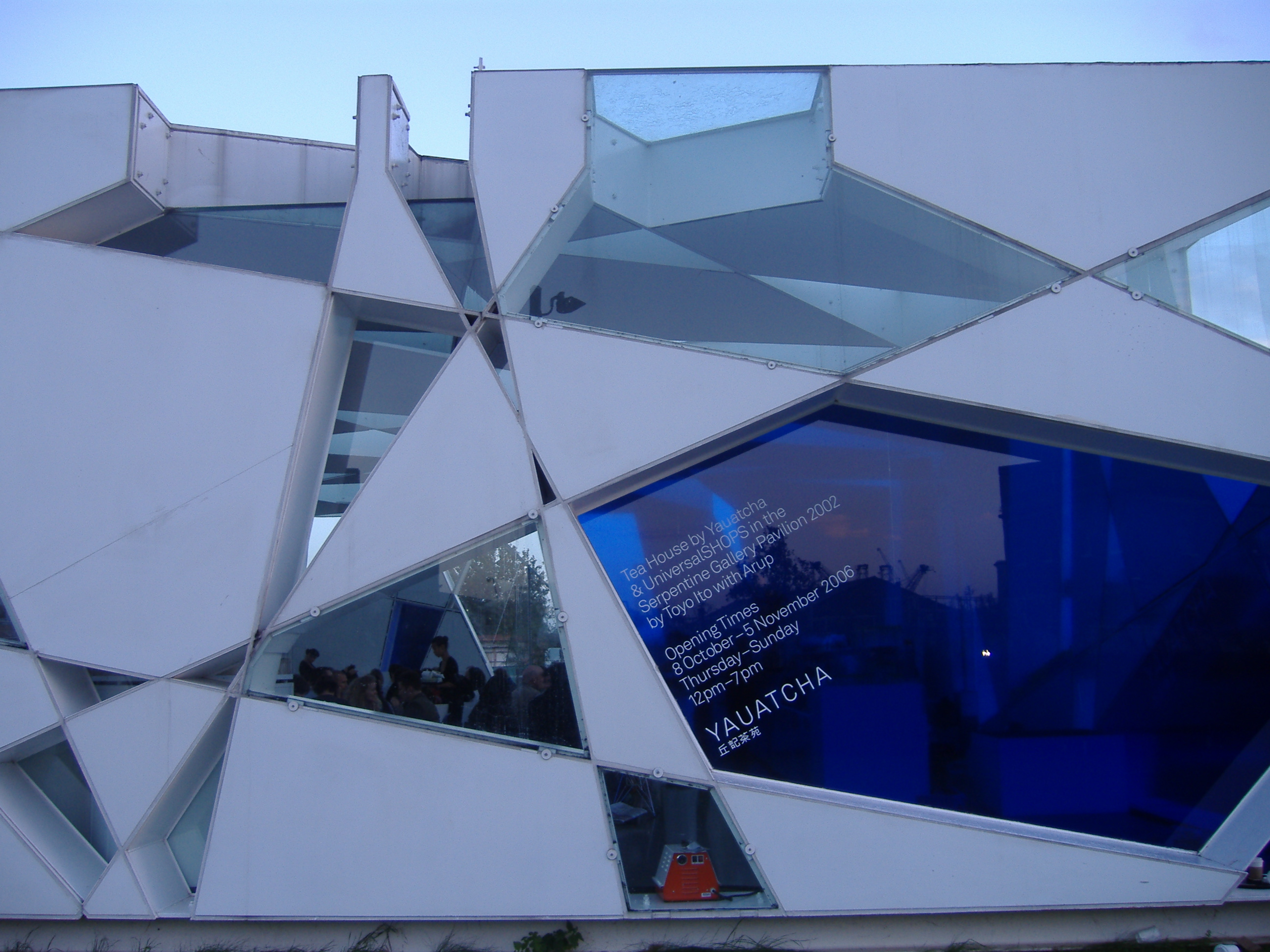
La Galerie Serpentine à Londres.

Ce pavillon a été conçu pour la Serpentine Gallery en 2002. Cette galerie de Londres a pour but de mettre l'accent sur l'Art moderne et contemporain. Chaque année, la Serpentine Gallery fait appel à un architecte pour construire une structure temporaire sur son domaine en été. Ces projets sont choisis sous la direction de Julia Peyton-Jones (en).
En 2002, ce sont l'architecte japonais Toyō Itō associé à l'ingénieur sri-lankais Cecil Balmond qui ont été choisis.
Balmond a été un élément clé pour apporter toute la force créatrice à ce pavillon.
Le pavillon Itō-Balmond de la Serpentine a été qualifié de meilleur pavillon jamais conçu. Le critique d'architecture Jonathan Glancey pour le journal anglais The Guardian l'a appelé, « l'un des bâtiments récents les plus exquis et révolutionnaires[réf. incomplète] ».
La conception est basée sur un algorithme imaginé par Balmond. « Aussi amusant que cela puisse paraître, la structure est truffée de géométrie complexe. Le pavillon ne possède pas de façade et pas de trame structurelle qui viendrait la rythmer. La structure est complètement apparente. C'est une beauté holistique qui ressemble à un cristal ou à un flocon de neige. »
La démarche de Cecil Balmond se décline ainsi :
1. Dessiner un carré.
2. Dessiner une ligne partant de la moitié d'un des côtés de ce carré jusqu'au tiers du côté adjacent dans le sens des aiguilles d'une montre.
3. Répéter l'opération pour chacun des côtés.
4. Étendre ces quatre lignes dans les deux directions à l'extérieur du carré originel jusqu'à ce qu'elles se rencontrent pour former un nouveau carré tourné.
5. Répéter les étapes 1 à 4 dans le nouveau carré.

The Guardian déclarait : « Le pavillon Itō-Balmond pour la Serpentine est un modèle de ce qu'un bâtiment peut être[réf. incomplète]. »
Le journal Evening Standard se demandait « Pourquoi tous les nouveaux bâtiments ne peuvent-ils pas être aussi bons ? Ce pavillon est une leçon d'imagination. »
Balmond a remporté le prix Gengo Matsui (es) pour ce pavillon. C'est l'un des prix les plus reconnus dans l'ingénierie au Japon.
Itō et Balmond ont depuis collaboré sur l'Opéra Taichung à Taïwan.

### L'immeuble Tod's Omotesando, Tokyo, 2004

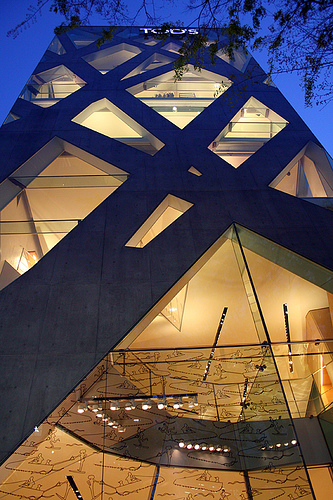
L'immeuble Tod's Omotesando à Tokyo.

Ce projet a été confié à l'architecte japonais Toyō Itō par l'entreprise de chaussure Tod's.
Le travail aura concerné premièrement la façade afin d'insérer au mieux ce bâtiment dans le tissu dense de la ville de Tokyo.
Dans le traitement de cette façade, Itō va utiliser la métaphore de l'arbre. C'est l'arbre zelkova qui borde les rues de Tokyo. L'idée est de l'utiliser à la fois comme élément de structure et comme modénature. Il entendait utiliser l'arbre comme « symbole instable du temps présent et produire une abstraction nouvelle à travers une géométrie non linéaire, une géométrie dynamique qui génère à la fois vie et abstraction. »
On constate un travail sur la densité. À l'image de l'arbre, la structure est plus dense en bas et se ramifie progressivement en s'élevant. Toyō Itō affirme ici le style de l'architecture organique et de l'évanescence de l'architecture.
Le bâtiment est en forme de L et se déroule sur sept niveaux. Les deux premiers niveaux accueillent le magasin à proprement parler alors que les autres accueillent les bureaux. Ce bâtiment offre une superficie de 2 500 m2.
Il alterne un système plein-vide de verre et de béton. Ce bâtiment présente des plateaux complètement libres et exprime la notion de « surface » propre à Itō.
Le modèle évoque la notion de l'origami : un pliage des surfaces dans les trois dimensions. La limite entre intérieur et extérieur semble complètement floutée.
Le bâtiment prend toute sa dimension abstraite à cassant la lecture d'une façade normale, entre murs et ouvertures.

### Mikimoto Ginza 2, Tokyo, 2005

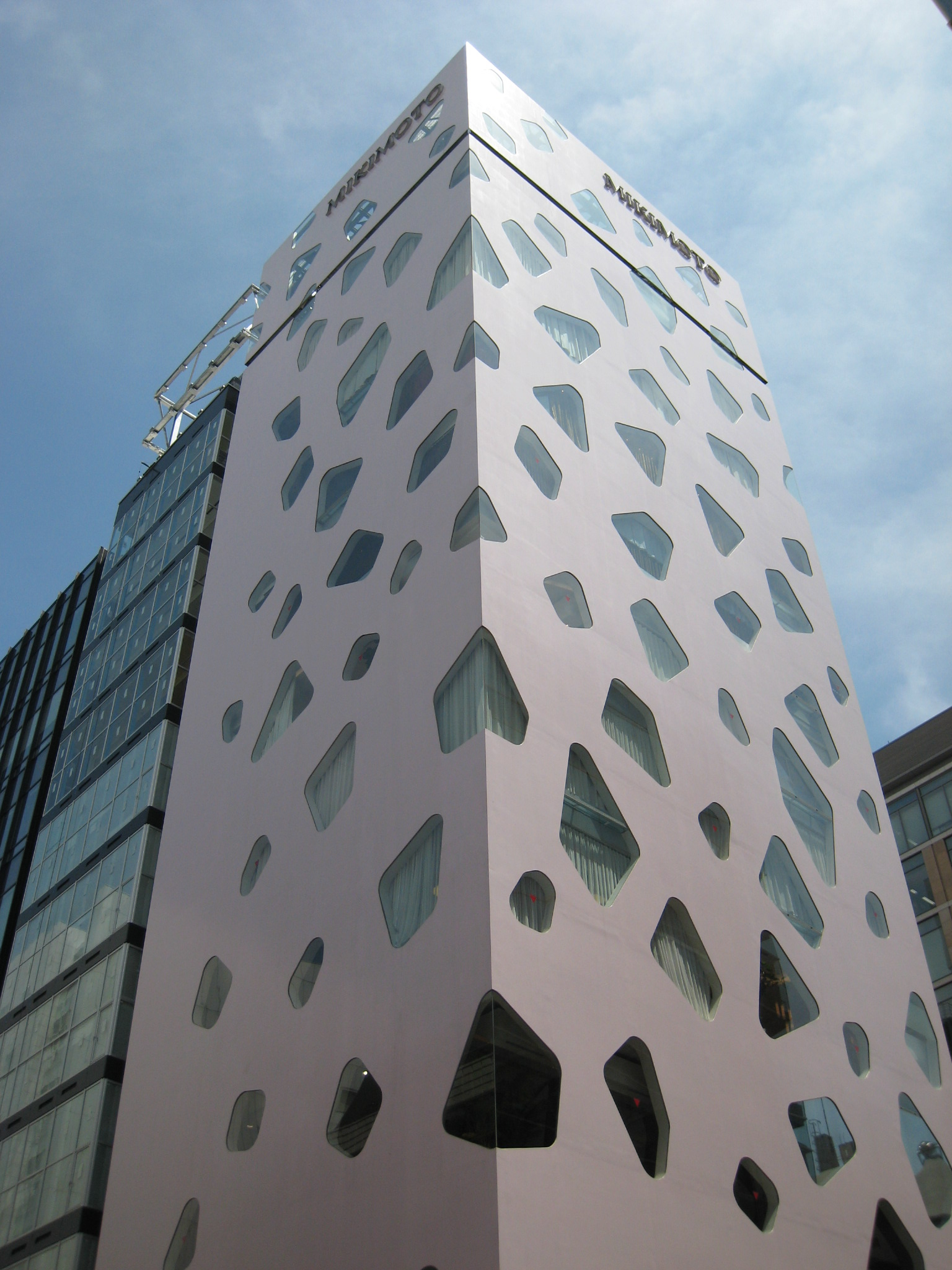
Mikimoto Ginza 2 à Tokyo.

Ce bâtiment construit en 2005, sur un site de 250 m2, accueille plusieurs magasins, sur 9 étages. Il est situé dans le cœur de Tokyo.
Pour se différencier des constructions voisines à la géométrie rectiligne, Toyō Itō a choisi de travailler la façade du bâtiment plutôt que sa structure en rendant une abstraction par des lignes courbes.
La couleur des murs extérieurs, d'un rose très pâle, rappelle la couleur des perles comme hommage à la perle de culture inventée par Mikimoto. Cette couleur rappelle aussi l'intérieur du magasin de bijoux.
La peau très fine mesure 12 mm et est composée de plaques d'acier de verre et de béton armé.
La structure du bâtiment se comporte comme un tube dans lequel il n'y a pas de poteaux, seuls les murs portent les niveaux. Les panneaux d'acier ont été pris en sandwich par des renforts, puis remplis de béton.
Grâce à cette structure, les ouvertures - polygones irréguliers aux angles arrondis - ont pu être placées partout dans la façade.
Les ouvertures de verre, les couleurs, la lumière qui traverse la façade déconstruisent le monolithe lisse et froid de base.